# جائزة موناكو الكبرى 1997
جائزة موناكو الكبرى 1997 هو سباق فورمولا 1 أقيم بتاريخ 11 مايو 1997 في حلبة موناكو، مونت كارلو. كان الخامس من أصل 17 في بطولة العالم لسباقات الفورمولا واحد موسم 1997. حلّ الألماني مايكل شوماخر أولا بينما جاء البرازيلي روبنز باركيلو في المركز الثاني وحصل على المركز الثالث البريطاني إدي إيرفين.

## الترتيب النهائي
| الترتيب | السائق                | النقاط |
| ------- | --------------------- | ------ |
| 1       | مايكل شوماخر          | 24     |
| 2       | جاك فيلنوف            | 20     |
| 3       | إدي إيرفين            | 14     |
| 4       | هاينز هارالد فرينتزين | 10     |
| 5       | ديفيد كولتهارد        | 10     |
| المصدر: |                       |        |